# Mediouna (tribù)
I Mediouna sono una tribù arabofona di origine berbera zanata, il cui territorio si trova nella pianura della Chaouia marocchina, coprendo parzialmente il sito dell'attuale città di Casablanca. Essa è composta da otto frazioni: gli Oulâd Medjatiya, i Hâreth Ahl et les Tirs, gli Oulâd Haddou, gli Oulâd Mes'oûd, gli Hefafr, gli Oulâd Ben 'Omar e gli Amamra.
La superficie del loro territorio copriva, all'inizio del XX secolo, un'area di 450 km². Era dunque la più estesa tra le tre tribù di Casablanca-periferia (Mediouna, Oulàd Ziyân e Zenata). Nel 1913, la sua popolazione era di circa 9000 individui, distribuiti in 1960 tende.

## Origini e storia
I Mediouna sono di origine berbera e fanno probabilmente parte della frazione zeneta dei Beni Faten, discendenti, secondo le teorie dei genealogisti oggi messe in discussione, da Faten, figlio di Tenzit, figlio di Daris, figlio di Zahhik, figlio di Madghis El-Abter. I Béni Faten, prima dell'islam, si erano convertiti al giudaismo e, in parte, al cristianesimo. A quel tempo abitavano le regioni vicine a Tlemcen, dalla montagna del Djebel Béni Ràched fino a quella che si trova a sud di Oujda e che porta il loro nome. Durante la conquista della Spagna, un gran numero di loro si stabilì in quel paese, mentre un'altra frazione si insediò a sud di Sala. Quando i Beni Toudjin e i Beni Râched conquistarono il Maghreb centrale, i Mediouna, troppo deboli per opporre una resistenza efficace a queste tribù anch’esse zenete, furono espulsi dai territori che occupavano e si dispersero in varie regioni. Fu probabilmente in quel momento che alcuni di loro si stabilirono nella zona costiera della Chaouïa.
I Mediouna del paese della Chaouïa sarebbero dunque ciò che resta della grande tribù zeneta dei Béni Faten. È interessante notare che i Mediouna, cacciati dalle loro terre da due tribù zenete, probabilmente fecero parte, nella Chaouïa, di una nuova confederazione zeneta, poiché divennero vicini dei Zenata insediati nella stessa regione.
Nel XIX secolo i Mediouna si unirono al gruppo dei Chehaouna e si spartirono, insieme ai Zenata e agli Oulâd Bou Rezq, l’intero altopiano costiero, dal quale furono poi respinti verso la costa.

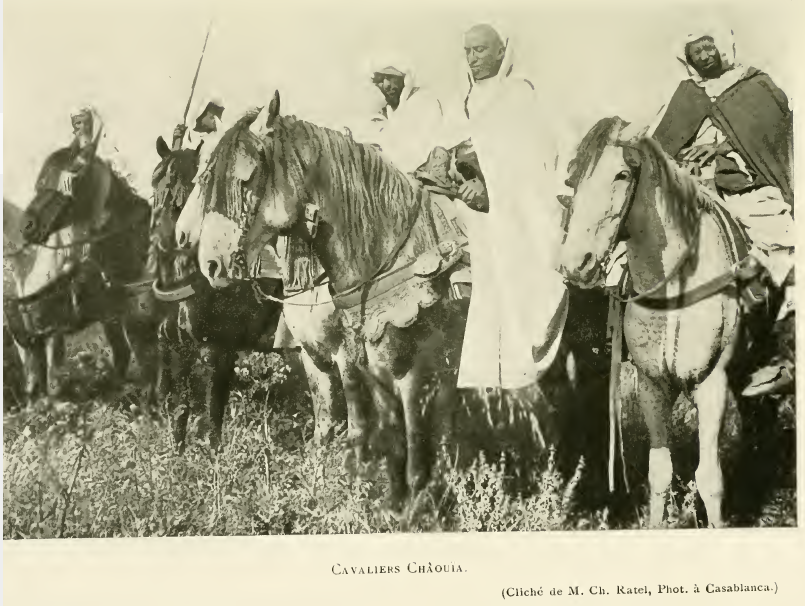
Cavalieri della tribù dei Mediouna nel 1915

Durante i disordini che precedettero il bombardamento di Casablanca, dal 5 al 7 agosto 1907, i Mediouna furono, tra le tre tribù vicine alla città, quelli che mostrarono maggiore accanimento nella lotta contro i Francesi. Dopo aver inviato bande di cavalieri verso la città, i Mediouna la saccheggiarono e opposero una strenua resistenza alla penetrazione francese, arrendendosi solo dopo i Zenata e gli Oulad Ziyân.

## Territorio

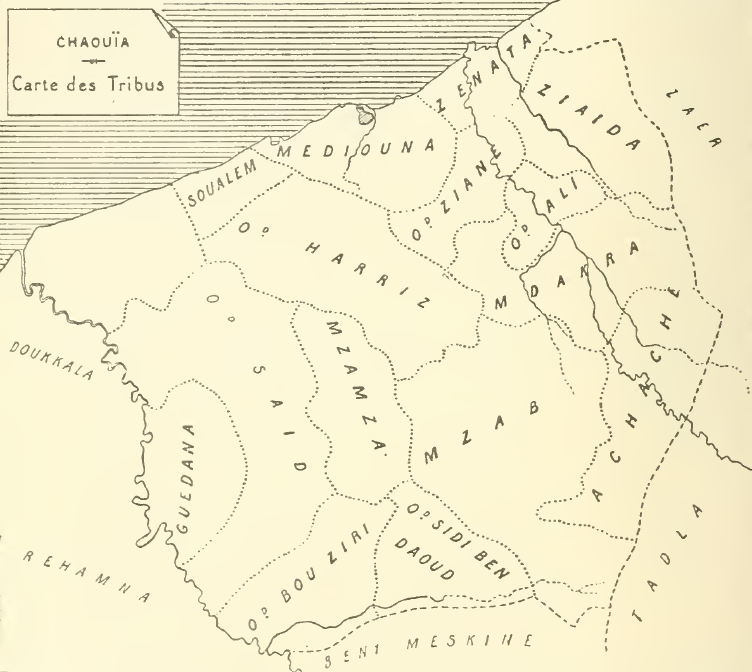
Ufficio Topografico del Marocco Occidentale - Mappa dei territori delle diverse tribù della Chaouïa - 1915

Il territorio della tribù dei Mediouna era delimitato da quello dei Zenata a est, dagli Oulad Ziyân e dagli Oulâd Harîz a sud, dai Soualem (una frazione degli Oulad Ziyân) a ovest e dall'Oceano Atlantico a nord per una lunghezza di 38 km. La superficie totale del loro territorio era di circa 450 km²; era quindi la più estesa tra le tre tribù della periferia di Casablanca.
A eccezione della fascia meridionale, dove si trovava una stretta ma fertile striscia di terra, la maggior parte del suolo dei Mediouna rientrava nella categoria dei terreni leggeri e ghiaiosi, noti come "Sâhel". Questi terreni erano generalmente poco fertili a causa della scarsa profondità dello strato di terra arabile. Di conseguenza, erano per lo più ricoperti da palme nane e servivano come pascoli per le mandrie delle tribù vicine.

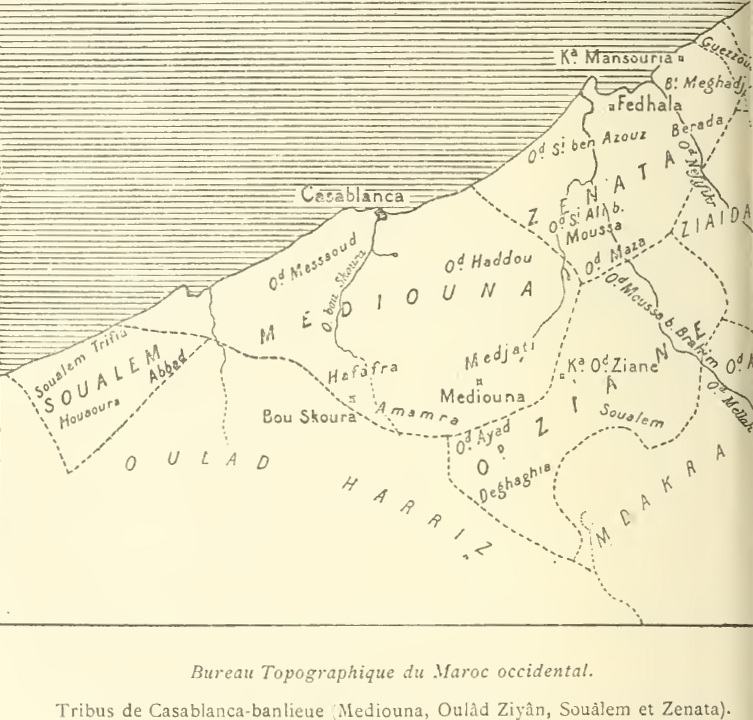
Ufficio Topografico del Marocco Occidentale - Tribù della periferia di Casablanca (Mediouna, Oulad Ziyân/Soualêm e Zenata)

I principali corsi d'acqua che attraversavano il territorio dei Mediouna erano l'Oued Bou Skoura, l'Oued Tit Mellil, l'Oued Merzek e l'Oued Hasan, affluente dell'Oued El-Melah. Le fonti più importanti includevano Aïn Khadour, vicino all'Oued Qouria, 'Aïn Seba, 'Aïn Sidi Brahim, 'Aïn Rebouilha presso Sidi Brahim, 'Aïn Tehenga, 'Aïn Dissa, 'Aïn Màzi, 'Aïn Bourdja e 'Aïn Sidi 'Abdallah Bel-Hàdj. Grazie a questi corsi d'acqua e alle numerose sorgenti, la tribù era ben fornita di risorse idriche, con una media di un pozzo per ogni douar.
Il centro del potere della tribù dei Mediouna, residenza del caid, si trovava nella Kasbah di Mediouna. Questa grande Kasbah, che talvolta accoglieva il sultano durante i suoi soggiorni, era situata all'incrocio delle piste di Settat, Boucheron, Camp Boulhaut e Casablanca. Fu costruita nel XVIII secolo dal caid Ali ben El-Hasan El-Mediouni. Secondo il Kitâb El-Istiqça, venne saccheggiata nel 1797 (anno 1211 dell'Egira) dalle truppe del sultano Moulay Slimân, che vi trovarono un bottino considerevole. Prima dell'occupazione francese, la Kasbah di Mediouna era un luogo di Mi'âd. Come la maggior parte delle altre kasbah della Chaouïa, oggi è in gran parte distrutta.

## Notabili
La tribù dei Mediouna era divisa in sette sceriffati, corrispondenti alle 8 frazioni della tribù (gli Hâreth Ahl e i Tirs erano sotto lo stesso cheikh). I Cheikh erano tradizionalmente provenienti dalle seguenti famiglie: i Medjati (Oulâd Medjatiya), i Boumahdi (Oulâd Haddou), i Messoudi (Oulâd Mes'oûd), i Harithi (Hâreth Ahl e Tirs), gli Abd-El-Khalaq (Hefafra), i Benmohammed (Oulâd Ben 'Amar) e gli Ammari (Amamra).
I Mediouna contano pochi Chorfa, ad eccezione degli Oulâd Haddou, originari della Sàguïat El-Hamra e di discendenza idrisside, così come gli Oulâd Sidi 'Abbou, fratelli degli Hadjâdjma e gli 'Azzouqa.
Le famiglie dei Mouràbitin sono i Messoudi (Oulâd Mes'oûd), in possesso di vari dhâhirs, e i Benmohammed (Oulâd ben 'Amar).